# Milky Holmes Live Tour 2011 “Secret Garden” LIVE DVD
『Milky Holmes Live Tour 2011 “Secret Garden” LIVE DVD』（ミルキィホームズ・ライブツアー2011・シークレットガーデン・ライブディーブイディー）は、ミルキィホームズの1作目となるライブ映像作品。2011年9月21日にランティスからDVDが発売された。

## 概要
ミルキィホームズ1stライブツアーの最終日、2011年5月28日に行われた横浜BLITZでの公演が収録されている。
また映像特典として、名古屋・大阪・福岡・横浜での舞台裏やリハーサル風景なども収録された。

## 収録内容

### Disc1
1. 恋の調査報告書
歌：ミルキィホームズ
2. 熱風海陸ブシロード~熱き咆哮~ (Euro version)
歌：ミルキィホームズ
3. MC-1
4. ドリーム脳内T.K.O!!!!
歌：ミルキィホームズ
5. ミルキィtea time
歌：ミルキィホームズ
6. MC-2
7. グッデイ・エブリデイ
歌：シャーロック・シェリンフォード（三森すずこ）
8. MC-3（三森すずこ、橘田いずみ）
9. ヒミツの花園
歌：コーデリア・グラウカ（橘田いずみ）
10. MC-4（徳井青空、橘田いずみ）
11. DADADA☆はっく
歌：譲崎ネロ（徳井青空）
12. MC-5（徳井青空、佐々木未来）
13. ヒロイン探偵物語
歌：エルキュール・バートン（佐々木未来）
14. それはTOYS☆
歌：シャーロック・シェリンフォード（三森すずこ） & コーデリア・グラウカ（橘田いずみ）
15. ぎみぃみるきぃ
歌：譲崎ネロ（徳井青空）&エルキュール・バートン（佐々木未来）
16. MC-6
17. 正解はひとつ!じゃない!!
歌：ミルキィホームズ
18. こちらミルキィホームズ!
歌：ミルキィホームズ
19. フレフレmy勇気!
歌：ミルキィホームズ
20. MC-7
21. 聞こえなくてもありがとう
歌：ミルキィホームズ

### Disc2
1. いつだってサポーター! (ENCORE)
歌：ミルキィホームズ
2. MC-8
3. 雨上がりのミライ (ENCORE)
歌：ミルキィホームズ
4. 手のひらのキセキ (ENCORE)
歌：ミルキィホームズ
5. 映像特典（13:22）